# 마리나 츠베타예바

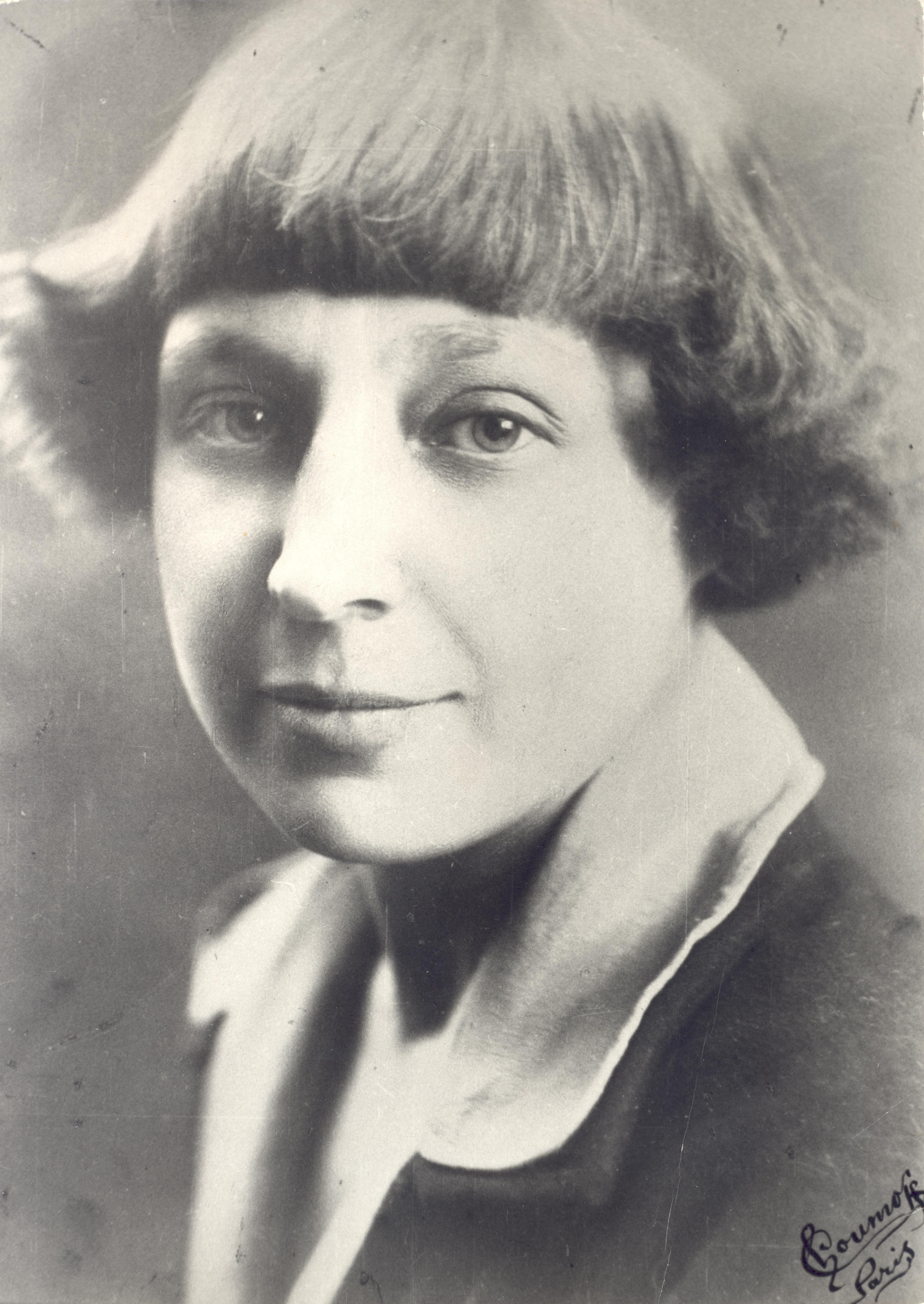
마리나 츠베타예바

마리나 이바노브나 츠베타예바(러시아어: Мари́на Ива́новна Цвета́ева, 1892년 10월 8일 ~ 1941년 8월 31일)는 러시아와 소련의 시인이다. 그녀의 작품은 20세기 러시아 문학에서 가장 위대한 작품들 가운데에 속하는 것으로 간주된다. 1917년 러시아 혁명을 경험하며 글을 썼으며 혁명의 결과로 인한 모스크바 기근을 겪었다. 딸 이리나를 굶주림에서 구하기 위해 1919년 딸을 국립 고아원에 위탁했으나 굶주림으로 인해 사망하였다. 츠베타예바는 1922년 러시아를 떠나 파리, 베를린, 프라하에서 빈곤 속에서 가족과 함께 살다가 1939년 모스크바로 돌아왔다. 남편 세르게이 에프론과 딸 아리아드나 에프론은 1941년 간첩 혐의로 체포되었고 남편은 처형을 당했다. 츠베타예바는 1941년 자살하였다.

## 작품
- 《이별》(별리)
- 《저녁의 앨범》
- 《백조의 진영》

## 관련된 음악 작품
- 드미트리 쇼스타코비치, 6개의 시 작품번호 143/143a(피아노 부분을 관현악으로 편곡)
- 소피아 구바이둘리나, 마리나 츠베타예바 찬양(무반주 합창)

## 추가 문헌
- Schweitzer, Viktoria Tsvetaeva (1993)
- Mandelstam, Nadezhda Hope Against Hope
- Mandelstam, Nadezhda Hope Abandoned
- Pasternak, Boris An Essay in Autobiography